# کوتولگی تباری
کوتولگی تباری یا کوتوله‌گرایی تباری (به انگلیسی: Phyletic dwarfism) کاهش متوسط اندازه جانوران یک گونه است. شرایط کمی وجود دارد که اغلب سبب می‌شود تا گونه‌ها این کار را انجام‌دهند. نبود شکارچیان موجودات کوچک‌تر می‌تواند به اعضای کوچک‌تر یک گونه اجازه زنده ماندن بدهد. کمبود منابع برای نگهداری جمعیت زیادی از جانوران بزرگ‌تر می‌تواند بزرگ‌ترین نمونه‌ها را انتخاب کند. منابع موجود که برای موجودات کوچک‌تر سودمندتر هستند نیز می‌توانند این کار را انجام دهند.
این شرایط در جزایر رایج است و کوتولگی جزیره‌ای را به رایج‌ترین شکل کوتولگی تباری تبدیل می‌کند. نمونه‌هایی از این روباه جزیره کانال، فیل‌های کوتوله منقرض‌شده کرت، و Brookesia micra، یک آفتاب‌پرست کوچک از ماداگاسکار هستند. یک مثال غیرجزیره‌ای، تکامل مارموست‌ها و تامارین‌های کوتوله در میان میمون‌های جهان جدید است. کوتولگی تباری ممکن است به پیدایش پرندگان از اجداد دایناسور بسیار بزرگ‌ترشان نیز کمک کرده باشد.